# Лудвиг Немски
Вижте пояснителната страница за други личности с името Лудвиг II.
Лудвиг II, наречен Лудвиг Немски (на немски: Ludwig der Deutsche), от династията на Каролингите, е крал на Бавария (817 – 843) и от 840 до 876 година крал на източните франки.

## Живот
Лудвиг е третият син на Лудвиг Благочестиви (781 – 817) и първата му съпруга Ирмингарда от Хеспенгау (780 – 818). Внук е на Карл Велики.
В кралството на баща си той получава властта над Бавария и още няколко територии на изток. От 825 той на практика става владетел и нарича себе си „Крал на Бавария“. През 831 той се включва в споровете на братята си за бъдещото наследяване на империята. Едва през 833 той и братята му Лотар и Пипин се опълчват срещу баща си. След влошаването на здравето на Лудвиг и разделението на империята Лудвиг вече става самостоятелен владетел. Възмутен от твърдото поведение на Лотар към баща си, той се отделя от братята. Лудвиг Благочестиви умира на 20 юни 840. Започва суровата борба на братята за наследството му и първоначално Лотар става император на империята. Лудвиг и Карл II Плешиви се обединяват срещу него, обявяват Страсбургските клетви и го побеждават във войната продължила три години (840 – 843), след което го принуждават да подпише договора от Вердюн за разпределение на държавата.
Лудвиг II получава кралството на източните готи, което по това време е най-изостанало в своето развитие. Той се проявява като добър вледетел и до края на живота си успява добре да сплоти кралството си и да го превърне в сериозна сила в Централна Европа. По тази причина, въпреки междинните периоди на децентрализация, Източно франкското кралство се превръща в предшественик на бъдещата Германска империя в Средновековието.
Още в по-ранното си управление в Бавария, от 825, Лудвиг води битки с българите от югоизток и с отделни славянски племена като бохеми, лужишки сърби и морави. Също така понася много нападения от нормани по протежението на река Райн и Фризия. През 869 г. според Меерсенския договор Карл II и Лудвиг Немски си разделят Кралство Лотарингия, след смъртта на племенника им Лотар II – лотарингски крал.
Според западен летописец, през 852 г., отишли в Майнц при немския крал български пратеници, които били приети, изслушани и пуснати обратно. Причината за това посещение не е спомената, но очевидно то е имало за цел да поднови и скрепи мирните отношения от 845 г., когато били изравнени пограничните спорове по източната граница на франкската държава, но в същото време да донесе известието за изкачването на хан Борис (852 – 889) на българския престол.
Синът му, Карлман, подтикнат от мисълта да стане независим владетел, като се провъзгласи за баварски крал, сключва съюз с моравския княз Ростислав и през 861 г. открито се разбунтува против баща си. Лудвиг бива принуден да противодейства както против Карломан, така и против Ростислав. За тая цел той потърсил съюз с българския княз, на което Борис се отзовава с готовност, защото сам се опасявал от засилилия се моравски княз. Когато Лудвиг Немски обявява война на сина си и неговия съюзник, в нея вземат непосредствено участие и българите през пролетта на 863 г. като съюзници на немския крал.
Лудвиг умира на 28 август 876 във Франкфурт на Майн и е погребан в манастира Лорш.
- Лудвиг Немски, Фулда, 9 век (Biblioteca Apostolica Vaticana, Codex Vaticanus Reginensis latinus 124, folio 4 verso).
- Печат на Лудвиг Немски

## Фамилия
От брака със съпругата си Хема Баварска (808 – 876) има трима синове и четири дъщери:
- Карломан (829 – 880)
- Лудвиг III Младши (830 – 882)
- Карл III, назован по-късно Карл Тлъсти (839 – 888)
- Хилдегарда (828 – 856)
- Ирмгарда († 866)
- Берта († 877)
- Гизела († 891), омъжена за пфалцграф Бертхолд I от Швабия, майка на Кунигунда Швабска, съпруга на крал Конрад I

През 865 г. синовете му също поделят кралството помежду си. Карломан взема Бавария, Лудвиг – Източна Франкия и Саксония и Карл – Алемания.